# Cranichidinae
Cranichidinae je subtribus orhideja, dio tribusa Cranichideae.

## Rodovi
Subtribus Cranichidinae Lindl. ex Meisn.
1. Prescottia Lindl. (24 spp.)
2. Galeoglossum A. Rich. & Galeotti (3 spp.)
3. Stenoptera C. Presl (6 spp.)
4. Gomphichis Lindl. (35 spp.)
5. Porphyrostachys Rchb.f. (2 spp.)
6. Solenocentrum Schltr. (4 spp.)
7. Pseudocentrum Lindl. (16 spp.)
8. Baskervilla Lindl. (11 spp.)
9. Ponthieva R. Br. (73 spp.)
10. Pterichis Lindl. (45 spp.)
11. Cranichis Sw. (91 spp.)
12. Fuertesiella Schltr. (1 sp.)
13. Altensteinia Kunth (7 spp.)
14. Aa Rchb.f. (26 spp.)
15. Myrosmodes Rchb.f. (15 spp.)